# Finnlady
Il Finnlady è un traghetto appartenente alla compagnia di navigazione finlandese Finnlines.

## Servizio
Varato il 16 giugno 2006 nel cantiere navale Fincantieri di Ancona con il nome di Europalink, viene tuttavia consegnato il 5 febbraio 2007 alla Finnlines con il nome di Finnlady.
Il 22 febbraio prende servizio nei collegamenti tra Helsinki e Travemünde.
Dal 2 giugno 2009 esegue saltuariamente anche uno scalo intermedio a Gdynia.
Nell'ottobre del 2009 viene trasferito nei collegamenti tra Travemünde, Rostock, Gdynia ed Helsinki.
Il 1º ottobre 2012 torna in servizio solo nei collegamenti tra Helsinki e Travemünde, dove opera tutt'oggi.

## Navi gemelle
- Finnstar
- Finnmaid
- Europalink
- Finnswan (ex Nordlink)